# Armin Mustedanović
Armin Mustedanović (* 26. April 1986 in Brčko, SFR Jugoslawien) ist ein bosnischer Volleyballspieler.

## Karriere
Mustedanović begann seine Karriere im Jahr 2000 bei MOK Jedinstvo Brčko. 2007 wechselte er zu OK Kakanj Kakanj und gewann in seiner ersten Saison mit dem Verein das Double aus Meisterschaft und nationalem Pokal. Danach ging der Außenangreifer nach Frankreich, wo er zunächst für AS Cannes und in der folgenden Saison für CA Brive spielte. Anschließend kehrte er zurück nach Kakanj und gewann 2011 und 2012 zwei weitere Doubles. 2012 wechselte Mustedanović in die Türkei und spielte jeweils eine Saison für TED Ankara Kolejliler SK und Istanbul BBSK. 2014/15 war er in China aktiv und spielte in Peking für Beijing BAIC Motors. 2015 spielte er zunächst für den türkischen Verein Şahinbey Belediyesi, woraufhin Mustedanović zunächst in die Vereinigten Arabischen Emirate zu Al Shabab Dubai wechselte. Ab März 2016 spielte er in der italienischen Serie A1 bei Exprivia Molfetta. Im Sommer 2016 wurde er vom deutschen Bundesligisten VfB Friedrichshafen verpflichtet. Mit dem Verein gewann er in der Saison 2016/17 den VBL-Supercup sowie den DVV-Pokal und wurde deutscher Vizemeister. Danach spielte er zwei Jahre in der türkischen Liga bei Afyon Belediye Yüntaş und Arhavi Belediye.